# Огњеслав Костовић Степановић
Огњеслав Костовић Степановић (рус. Огнеслав Степанович Костович; Визбург, 1851 — Петроград, 30. децембар 1916) био је српски и руски проналазач и научник, капетан руске војске.

## Биографија
По националности Србин, живео прво у Мађарској, а касније се сели у Русију. Деда Јован и отац Стеван су били трговци житом из Новог Бечеја. Огњеслав је рођен у Аустрији, али је живео и школу похађао у Пешти. По завршетку школовања је управљао паробродом за вучу шлепова на Дунаву. Ту му се родила идеја о чамцу-риби, подморници која носи 8 људи и испод воде може да издржи 20 часова. Са овим пројектом се обраћао руском царевићу Александру Александровичу, али без већег успеха.
Две деценије пре Цепелина који је радио према нацртима Давида Шварца, Огњеслав је конструисао ваздушни брод одн. тзв. дирижабл Русија и израдио за њега бензински мотор на водено хлађење и електрично паљење. Дирижабл је 1888. године био практично готов, али му је за завршну монтажу понестало новчаних средстава. Летелица је остала да лежи у складиштима све док је није након невремена знатно оштетио пожар.
Задња нада Костовића да ће његов ваздушни брод бити тестиран у ваздуху пропала је након што је Министарство војске Русије одбило његов захтев да откупе летелицу. У Адмиралском бродоградилишту у Петрограду је правио дирижабл дужине 60 и пречника 12 метара са чврстом конструкцијом, дефинитивно различито од свих познатих летећих балона. Замисли Костовића оствариће касније немачки гроф Фердинанд Цепелин. На више места, углавном у руским изворима, наводи се да је Костовић проналазач првог ваздушног брода.
1879. године, тражећи за изградњу дирижабла нов материјал, измислио је „арборит” по многима први вештачки, синтетички материјал, неку врсту шперплоче. У својој фабрици шперплоча у Петрограду, Костовић је израђивао кофере, чамце, понтонске мостове и друге предмете за практичну употребу, као и делове за своје изуме.
Године 1911. први на свету створио је летећи чамац, хидроавион. Пројектовао подморницу за осам људи са погоном на мотор од 100 КС, са унутрашњим сагоревањем, на течно гориво (по некима, први на свету, пре немачког инжењера Отоа). Пријава за патент мотора поднета је тек 1888. године, а решена четири године касније. Његов мотор је осмоцилиндрични, са 80 коњских снага, док је Дајмлер направио са свега једном и по. Костовић се дуго времена одрицао свог права на мотор, јер је настојао да сачува тајну за Русију, због чега није пристајао да изнесе детаље свог проналаска.
Међу многобројним проналасцима, усавршио је и аеронаутичку телеграф-емисиону станицу. Занимљива је и његова идеја о ваздушном торпеду и уређају за извлачење потонулих бродова. Костовић је остварио право на око стотину изума, али су многи остали на папиру, што га је погађало, али је упркос томе одбијао многе примамљиве понуде са Запада. Његови значајнији радови били су везани за војне потребе и као такви остајали у тајности. Зато је сасвим мало његових радова објављено у „Совјетској енциклопедији”.
Славио је сваке године крсну славу - Светог Николу. Поред многих пријатеља, био му је редован гост на Слави и научник Мендељејев.
Једна његова кћер се удала за српског официра, а кад је избио Први светски рат постала је, заједно са Надеждом Петровић, добровољна болничарка. Две кћери Костовића су живеле у Београду.
Рођени брат Огњеслава, Ладислав Костовић, је био последњи конзул Аустроугарске у Холандији, а умро и сахрањен је у Новом Бечеју, током Првог светског рата.
Кад је децембра 1916. у Петрограду умро Огњеслав Костовић, новине су објавиле да је „нестао блистав проналазач и научник, човек који је из много разлога заслужио да будуће генерације памте његову необичну судбину и научни подвиг“.